# Copa Federal de Fútbol Femenino 2021
La Copa Federal de Fútbol Femenino 2021 fue la primera edición de esta competición oficial organizada por la Asociación del Fútbol Argentino. 
El torneo contó con una fase preliminar y una fase final. Durante la primera parte de la temporada 2021, se produjeron la clasificación de los equipos de la Fase preliminar metropolitana, que se realizó dentro de los respectivos campeonatos. Por su parte, la Fase preliminar regional la organizó el Consejo Federal. En la fase final participaron 16 equipos.

## Formato
El torneo se llevará a cabo a través de la clasificación de clubes de la Primera División A y Ligas del Interior. Contará con dos fases preliminares:
- Fase Preliminar Regional: Es organizada por el Consejo Federal y clasifica a 8 equipos provenientes de las Ligas del Interior a la fase final.
- Fase Preliminar Metropolitana: Es organizada por la AFA. Participan los mejores 8 equipos de la Primera División A.
- Fase Nacional: Los 16 equipos clasificados se eliminan entre sí por el formato de eliminación directa en partidos hasta alcanzar la final que se disputará en el estadio Ciudad de Caseros y donde se consagrará al campeón.

## Equipos participantes

### Primera División A
| Boca Juniors | Gimnasia y Esgrima (LP) | Rosario Central | River Plate |
| El Porvenir  | UAI Urquiza             | Independiente   | San Lorenzo |

### Ligas del Interior
| Luna Park             | Godoy Cruz | Atlético Oberá   | Central Córdoba |
| Santa María de Oro FC | Aldosivi   | Atlético Tucumán | Las Malvinas    |

### Distribución geográfica de los equipos
| Región                   | Cant. | Equipos                                   |
| ------------------------ | ----- | ----------------------------------------- |
| Conurbano bonaerense     | 3     | El Porvenir, Independiente y UAI Urquiza. |
| Ciudad de Buenos Aires   | 3     | Boca Juniors, River Plate y San Lorenzo.  |
| Ciudad de La Plata       | 2     | Las Malvinas y Gimnasia y Esgrima.        |
| Interior de Buenos Aires | 1     | Aldosivi.                                 |
| Santa Fe                 | 1     | Rosario Central.                          |
| Entre Ríos               | 1     | Santa María de Oro FC.                    |
| Misiones                 | 1     | Atlético Oberá.                           |
| Río Negro                | 1     | Luna Park.                                |
| Mendoza                  | 1     | Godoy Cruz.                               |
| Santiago del Estero      | 1     | Central Córdoba.                          |
| Tucumán                  | 1     | Atlético Tucumán.                         |

## Cuadro de desarrollo
|  | Octavos de final      | Octavos de final      | Octavos de final |                 |               | Cuartos de final | Cuartos de final | Cuartos de final |  |                 | Semifinales     | Semifinales | Semifinales |  |             | Final       | Final | Final |  |
|  |                       |                       |                  |                 |               |                  |                  |                  |  |                 |                 |             |             |  |             |             |       |       |  |
|  |                       |                       |                  |                 |               |                  |                  |                  |  |                 |                 |             |             |  |             |             |       |       |  |
|  | El Porvenir           | El Porvenir           | 1 (2)            |                 |               |                  |                  |                  |  |                 |                 |             |             |  |             |             |       |       |  |
|  | El Porvenir           | El Porvenir           | 1 (2)            |                 |               |                  |                  |                  |  |                 |                 |             |             |  |             |             |       |       |  |
|  | Luna Park             | Luna Park             | 1 (4)            |                 |               |                  |                  |                  |  |                 |                 |             |             |  |             |             |       |       |  |
|  | Luna Park             | Luna Park             | 1 (4)            |                 | Luna Park     | Luna Park        | 0                |                  |  |                 |                 |             |             |  |             |             |       |       |  |
|  |                       |                       |                  |                 | Luna Park     | Luna Park        | 0                |                  |  |                 |                 |             |             |  |             |             |       |       |  |
|  |                       |                       | Rosario Central  | Rosario Central | 1             |                  |                  |                  |  |                 |                 |             |             |  |             |             |       |       |  |
|  | Rosario Central       | Rosario Central       | Rosario Central  | Rosario Central | 1             | 4                |                  |                  |  |                 |                 |             |             |  |             |             |       |       |  |
|  | Rosario Central       | Rosario Central       |                  |                 |               |                  |                  |                  |  |                 |                 |             |             |  |             |             |       |       |  |
|  | Central Córdoba (SdE) | Central Córdoba (SdE) | 0                |                 |               |                  |                  |                  |  |                 |                 |             |             |  |             |             |       |       |  |
|  | Central Córdoba (SdE) | Central Córdoba (SdE) | 0                |                 |               |                  |                  |                  |  | Rosario Central | Rosario Central | 0           |             |  |             |             |       |       |  |
|  |                       |                       |                  |                 |               |                  |                  |                  |  | Rosario Central | Rosario Central | 0           |             |  |             |             |       |       |  |
|  |                       |                       | UAI Urquiza      | UAI Urquiza     | 2             |                  |                  |                  |  |                 |                 |             |             |  |             |             |       |       |  |
|  | Gimnasia (LP)         | Gimnasia (LP)         | UAI Urquiza      | UAI Urquiza     | 2             | 11               |                  |                  |  |                 |                 |             |             |  |             |             |       |       |  |
|  | Gimnasia (LP)         | Gimnasia (LP)         |                  |                 |               |                  |                  |                  |  |                 |                 |             |             |  |             |             |       |       |  |
|  | Santa María de Oro FC | Santa María de Oro FC | 1                |                 |               |                  |                  |                  |  |                 |                 |             |             |  |             |             |       |       |  |
|  | Santa María de Oro FC | Santa María de Oro FC | 1                |                 | Gimnasia (LP) | Gimnasia (LP)    | 0                |                  |  |                 |                 |             |             |  |             |             |       |       |  |
|  |                       |                       |                  |                 | Gimnasia (LP) | Gimnasia (LP)    | 0                |                  |  |                 |                 |             |             |  |             |             |       |       |  |
|  |                       |                       | UAI Urquiza      | UAI Urquiza     | 2             |                  |                  |                  |  |                 |                 |             |             |  |             |             |       |       |  |
|  | UAI Urquiza           | UAI Urquiza           | UAI Urquiza      | UAI Urquiza     | 2             | 7                |                  |                  |  |                 |                 |             |             |  |             |             |       |       |  |
|  | UAI Urquiza           | UAI Urquiza           |                  |                 |               |                  |                  |                  |  |                 |                 |             |             |  |             |             |       |       |  |
|  | Aldosivi              | Aldosivi              | 1                |                 |               |                  |                  |                  |  |                 |                 |             |             |  |             |             |       |       |  |
|  | Aldosivi              | Aldosivi              | 1                |                 |               |                  |                  |                  |  |                 |                 |             |             |  | UAI Urquiza | UAI Urquiza | 2     |       |  |
|  |                       |                       |                  |                 |               |                  |                  |                  |  |                 |                 |             |             |  | UAI Urquiza | UAI Urquiza | 2     |       |  |
|  |                       |                       | Boca Juniors     | Boca Juniors    | 1             |                  |                  |                  |  |                 |                 |             |             |  |             |             |       |       |  |
|  | Boca Juniors          | Boca Juniors          | Boca Juniors     | Boca Juniors    | 1             | 7                |                  |                  |  |                 |                 |             |             |  |             |             |       |       |  |
|  | Boca Juniors          | Boca Juniors          |                  |                 |               |                  |                  |                  |  |                 |                 |             |             |  |             |             |       |       |  |
|  | Las Malvinas          | Las Malvinas          | 0                |                 |               |                  |                  |                  |  |                 |                 |             |             |  |             |             |       |       |  |
|  | Las Malvinas          | Las Malvinas          | 0                |                 | Boca Juniors  | Boca Juniors     | 6                |                  |  |                 |                 |             |             |  |             |             |       |       |  |
|  |                       |                       |                  |                 | Boca Juniors  | Boca Juniors     | 6                |                  |  |                 |                 |             |             |  |             |             |       |       |  |
|  |                       |                       | Independiente    | Independiente   | 2             |                  |                  |                  |  |                 |                 |             |             |  |             |             |       |       |  |
|  | Independiente         | Independiente         | Independiente    | Independiente   | 2             | 5                |                  |                  |  |                 |                 |             |             |  |             |             |       |       |  |
|  | Independiente         | Independiente         |                  |                 |               |                  |                  |                  |  |                 |                 |             |             |  |             |             |       |       |  |
|  | Atlético Oberá        | Atlético Oberá        | 1                |                 |               |                  |                  |                  |  |                 |                 |             |             |  |             |             |       |       |  |
|  | Atlético Oberá        | Atlético Oberá        | 1                |                 |               |                  |                  |                  |  | Boca Juniors    | Boca Juniors    | 3           |             |  |             |             |       |       |  |
|  |                       |                       |                  |                 |               |                  |                  |                  |  | Boca Juniors    | Boca Juniors    | 3           |             |  |             |             |       |       |  |
|  |                       |                       | San Lorenzo      | San Lorenzo     | 0             |                  |                  |                  |  |                 |                 |             |             |  |             |             |       |       |  |
|  | River Plate           | River Plate           | San Lorenzo      | San Lorenzo     | 0             | 4                |                  |                  |  |                 |                 |             |             |  |             |             |       |       |  |
|  | River Plate           | River Plate           |                  |                 |               |                  |                  |                  |  |                 |                 |             |             |  |             |             |       |       |  |
|  | Godoy Cruz            | Godoy Cruz            | 0                |                 |               |                  |                  |                  |  |                 |                 |             |             |  |             |             |       |       |  |
|  | Godoy Cruz            | Godoy Cruz            | 0                |                 | River Plate   | River Plate      | 2                |                  |  |                 |                 |             |             |  |             |             |       |       |  |
|  |                       |                       |                  |                 | River Plate   | River Plate      | 2                |                  |  |                 |                 |             |             |  |             |             |       |       |  |
|  |                       |                       | San Lorenzo      | San Lorenzo     | 4             |                  |                  |                  |  |                 |                 |             |             |  |             |             |       |       |  |
|  | San Lorenzo           | San Lorenzo           | San Lorenzo      | San Lorenzo     | 4             | 4                |                  |                  |  |                 |                 |             |             |  |             |             |       |       |  |
|  | San Lorenzo           | San Lorenzo           |                  |                 |               |                  |                  |                  |  |                 |                 |             |             |  |             |             |       |       |  |
|  | Atlético Tucumán      | Atlético Tucumán      | 0                |                 |               |                  |                  |                  |  |                 |                 |             |             |  |             |             |       |       |  |
|  | Atlético Tucumán      | Atlético Tucumán      | 0                |                 |               |                  |                  |                  |  |                 |                 |             |             |  |             |             |       |       |  |
|  |                       |                       |                  |                 |               |                  |                  |                  |  |                 |                 |             |             |  |             |             |       |       |  |

### Resultados
| Octavos de final | Octavos de final   | Octavos de final      | Octavos de final | Octavos de final | Octavos de final |
| Equipo 1         | Resultado          | Equipo 2              | Estadio          | Fecha            | Hora             |
| ---------------- | ------------------ | --------------------- | ---------------- | ---------------- | ---------------- |
| El Porvenir      | 1 - 1 (2 - 4 pen.) | Luna Park             | River Camp       | 3 de febrero     | 9:00             |
| Gimnasia (LP)    | 11 - 1             | Santa María de Oro FC | River Camp       | 3 de febrero     | 9:00             |
| Rosario Central  | 4 - 0              | Central Córdoba (SdE) | Predio AFA       | 3 de febrero     | 17:00            |
| UAI Urquiza      | 7 - 1              | Aldosivi              | Predio AFA       | 3 de febrero     | 17:00            |
| Boca             | 7 - 0              | Las Malvinas          | River Camp       | 4 de febrero     | 9:00             |
| Independiente    | 5 - 1              | Atl. Oberá            | River Camp       | 4 de febrero     | 9:00             |
| River Plate      | 4 - 0              | Godoy Cruz            | Predio AFA       | 4 de febrero     | 17:00            |
| San Lorenzo      | 4 - 0              | Atl. Tucumán          | Predio AFA       | 4 de febrero     | 17:00            |

| Cuartos de final | Cuartos de final | Cuartos de final | Cuartos de final | Cuartos de final | Cuartos de final |
| Equipo 1         | Resultado        | Equipo 2         | Estadio          | Fecha            | Hora             |
| ---------------- | ---------------- | ---------------- | ---------------- | ---------------- | ---------------- |
| Luna Park        | 0 - 1            | Rosario Central  | Predio AFA       | 6 de febrero     | 9:00             |
| Gimnasia (LP)    | 0 - 2            | UAI Urquiza      | Predio AFA       | 6 de febrero     | 17:00            |
| Boca Juniors     | 6 - 2            | Independiente    | River Camp       | 6 de febrero     | 9:00             |
| River Plate      | 2 - 4            | San Lorenzo      | River Camp       | 6 de febrero     | 17:00            |

| Semifinal       | Semifinal | Semifinal   | Semifinal  | Semifinal     | Semifinal |
| Equipo 1        | Resultado | Equipo 2    | Estadio    | Fecha         | Hora      |
| --------------- | --------- | ----------- | ---------- | ------------- | --------- |
| Rosario Central | 0 - 2     | UAI Urquiza | Predio AFA | 10 de febrero | 9:00      |
| Boca Juniors    | 3 - 0     | San Lorenzo | River Camp | 10 de febrero | 17:00     |

| Final       | Final     | Final        | Final                   | Final         | Final |
| Equipo 1    | Resultado | Equipo 2     | Estadio                 | Fecha         | Hora  |
| ----------- | --------- | ------------ | ----------------------- | ------------- | ----- |
| UAI Urquiza | 2 - 1     | Boca Juniors | Julio Humberto Grondona | 13 de febrero | 17:00 |

| Campeón                |
| UAI Urquiza 1.º título |